# Roman Petruk
Roman Petruk (ukrainisch Роман Петрук; * 9. November 2003 in Berdytschiw) ist ein ukrainischer Leichtathlet, der sich auf den Hochsprung spezialisiert hat.

## Sportliche Laufbahn
Erste internationale Erfahrungen sammelte Roman Petruk im Jahr 2019, als er bei den U18-Balkan-Meisterschaften in Istanbul mit übersprungenen 2,04 m die Silbermedaille im Hochsprung gewann. Anschließend gewann er beim Europäischen Olympischen Jugendfestival (EYOF) in Baku mit 2,10 m die Bronzemedaille. 2021 siegte er mit 2,16 m bei den U20-Balkan-Hallenmeisterschaften in Sofia und gewann im Juni bei den U20-Freiluftmeisterschaften in Istanbul mit 2,12 m die Silbermedaille. Anschließend belegte er bei den U20-Europameisterschaften in Tallinn mit 2,15 m den fünften Platz und gelangte dann bei den U20-Weltmeisterschaften in Nairobi mit 2,10 m auf Rang sechs. 2023 gewann er bei den U23-Europameisterschaften in Espoo mit 2,19 m die Silbermedaille hinter dem Türken Ali Eren Ünlü und anschließend gewann er bei den World University Games in Chengdu mit 2,20 m die Bronzemedaille hinter seinem Landsmann Wladyslaw Lawskyj und Fu Chao-hsuan aus Taiwan. 2024 wurde er wegen eines Dopingverstoßes rückwirkend ab Dezember 2023 für 16 Monate gesperrt. 2025 belegte er bei den U23-Europameisterschaften in Bergen mit 2,16 m den neunten Platz, ehe er bei den World University Games in Bochum im Finale ohne eine Höhe blieb.
2023 wurde Petruk ukrainischer Hallenmeister im Hochsprung.